# Similosodus birmanicus
Similosodus birmanicus är en skalbaggsart som först beskrevs av Stephan von Breuning 1938. Similosodus birmanicus ingår i släktet Similosodus och familjen långhorningar.
Artens utbredningsområde är Myanmar. Inga underarter finns listade i Catalogue of Life.